# Родезія на Олімпійських іграх
Родезія брала участь у 3-х літніх Олімпійських іграх. Вперше взяла участь у Олімпійських іграх 1928 року. Наступний раз - аж 1960 року, а третій і останній - 1964 року.  Країна завжди змагалася як британська територія. Через інтерпретацію паспортних правил мексиманським урядом родезійські спортсмени не могли взяти участі в Олімпіаді-1968 Після проголошення незалежності у 1970 році була взяти участь у Олімпійських іграх-1972, проте були виключена зі змагань 4 дні перед церемонією відкриття. Причиною цього був тиск африканських країн, які не визнавали легітимність родезійської держави і погрожували бойкотом. Запрошення було відкликане Міжнародним олімпійським комітетом. 36 країн проголосували за це рішення, 31 проти, а 3 утрималися.  Державою-правонаступницею Родезії стало Зімбабве, яке свій олімпійських дебют здійснило у 1980 році..
Родезія ніколи не брала участі у Зимових Олімпійських іграх, а родезійці ніколи не вигравали медалей.